# Пак Чэчхан
Пак Чэчхан (кор. 박재찬; род. 6 декабря 2001 года), также известный как Чэчхан (кор. 재찬), — южнокорейский певец, актер и автор песен. Он является участником K-pop-бой-бэнда DKZ и был членом его саб-юнита Dongkiz I:Kan. Как актер, он наиболее известен благодаря роли Чо Сан У в дораме «Логическая ошибка», адаптированном по мотивам одноименной веб-новеллы. Лауреат крупных корейских премий таких как «Большой колокол» и «Голубой дракон».

## Ранняя жизнь и образование
Пак Чэчхан родился 6 декабря 2001 года в Тэгу, Республика Корея. Его интерес к музыке начался в средней школе, когда он услышал песни Джастина Бибера. В старших классах школы Чэчхан получил аттестат и стал трейни.
В 2022 году он поступил на факультет радиовещания и развлечений Глобального киберуниверситета.

## Карьера

### Музыкальная карьера
Чэчхан официально дебютировал в качестве участника Dongkiz, выпустив их сингл «Dongkiz on the Block» 24 апреля 2019 года. Он известен как рэпер Dongkiz. Чэчхан также написал и спродюсировал несколько песен для группы.
7 июля 2020 года Джечхан вместе с другим участником Dongkiz Муником сформировали подгруппу Dongkiz I:Kan. Группа дебютировала с синглом «Y.O.U.».
18 марта 2022 года группа Джечхана провела ребрендинг с Dongkiz на DKZ. Именно в это время он прославился благодаря своей дораме «Логическая ошибка», которая привела к увеличению продаж альбомов и популярности группы.
6 сентября 2023 года Чэчхан дебютировал в качестве сольного исполнителя. Он выступил в Yes24 Live Hall, где представил свой первый сольный мини-альбом JC Factory. Мини-альбом состоит из пяти песен, написанных им самим, включая заглавный сингл «Hello» и ранее выпущенную им песню «Time». 19 сентября он получил свою первую награду в качестве солиста в шоу The Show на канале SBS M за песню «Hello».

### Актёрская карьера
В 2019 году Джехан получил свою первую главную роль в мультяшной веб-дораме «Мой дневник блогера» вместе со своим коллегой по группе Муником.
12 января 2022 года южнокорейский телеканал Watcha объявил, что Пак Чэчхан сыграет главную роль в экранизации BL (Boys Love) веб-новеллы «Логическая ошибка». Популярность сериала привела к резкому росту поддержки DKZ. В апреле 2022 года Чэчхан был включен в список «Korea Power Celebrity 2022» корейского журнала Forbes за внимание, которое он привлек своей ролью в «Логической ошибке».

## Дискография

### Мини-альбомы
| Название   | Детали | Наивысшая позиция в чарте | Продажи       |
| Название   | Детали | KOR                       | Продажи       |
| ---------- | --- | ------------------------- | ------------- |
| JC Factory | - Выпущено: 6 сентября 2023 года - Лейблы: Dongyo Entertainment, Genie Music - Форматы: CD, digital download, streaming Трек-лист 1. "Hello" 2. "Oh Girl" 3. "MAYB" (어쩜) (ft. Nathania) 4. "Replay" 5. "Time" (시간) | 10                        | - KOR: 88,615 |

### Singles
| Название                                                                                | Год            | Наивысшая позиция в чарте | Альбом                                   |
| Название                                                                                | Год            | KOR                       | Альбом                                   |
| Главный артист                                                                          | Главный артист | Главный артист            | Главный артист                           |
| --------------------------------------------------------------------------------------- | -------------- | ------------------------- | ---------------------------------------- |
| «Hello»                                                                                 | 2023           | 38                        | JC Factory                               |
| Саундтреки                                                                              |                |                           |                                          |
| «Our Season» (나의 계절에게)                                                            | 2022           | —                         | Our Season: Spring with Park Jaechan OST |
| "—" обозначает релизы, которые не попали в чарты или не были выпущены в данном регионе. |                |                           |                                          |

### Прочие песни, попавшие в чарты
| Название                     | Год  | Наивысшая позиция в чарте | Альбом     |
| Название                     | Год  | KOR Down.                 | Альбом     |
| ---------------------------- | ---- | ------------------------- | ---------- |
| «MAYB» (어쩜) (ft. Nathania) | 2023 | 136                       | JC Factory |
| «Oh Girl»                    | 2023 | 138                       | JC Factory |
| «Replay»                     | 2023 | 141                       | JC Factory |

### Музыкальные окредитование
Музыкальные кредиты взяты из базы данных Корейской ассоциации по защите авторских прав на музыку, если не указано иное.
| Год  | Артист | Песня                                           | Альбом                                              | Слова      | Слова                                           | Композиция | Композиция                       | Аранжировка | Аранжировка                                        |
| Год  | Артист | Песня                                           | Альбом                                              | Кредитован | Совместно                                       | Кредитован | Совместно                        | Кредитован  | Совместно                                          |
| ---- | --- | ----------------------------------------------- | --------------------------------------------------- | ---------- | ----------------------------------------------- | ---------- | -------------------------------- | ----------- | -------------------------------------------------- |
| 2019 | Dongkiz | Dreaming You (상상 속의 너)                     | "Dreaming You" (상상속의 너)                        | Да         | Jeong Jae-yeop, Lee Jae-wook                    | Нет        | н/д                              | Нет         | н/д                                                |
| 2020 | Dongkiz | Beautiful (아름다워)                            | "Ego" (自我)                                        | Да         | Lee Seu-ran, Manseong                           | Нет        | н/д                              | Нет         | н/д                                                |
| 2020 | Dongkiz | It's All Right                                  | Non-album release                                   | Да         | Kyoungyoon, Munik, Wondae, Jonghyeong           | Да         | н/д                              | Да          | AKB                                                |
| 2021 | Dongkiz | Give You                                        | "Youniverse"                                        | Да         | н/д                                             | Да         | н/д                              | Да          | н/д                                                |
| 2021 | Dongkiz | 2021 (Memories)                                 | Non-album release                                   | Да         | Kyoungyoon, Jonghyeong                          | Да         | Cray Bin, 소리, ALOHA            | Нет         | н/д                                                |
| 2022 | A.C.E, AleXa, BAND FAMOUS, BE'O, cignature, Dongkiz, EVERGLOW, KAACHI, MAJORS, MCND, San E, Kim Sehwang, Woo Jeewon, YEGNY, YOURS | BETTER TOGETHER (To Beat Covid-19) [prod. SL.P] | Non-album release                                   | Да         | CASTLE J, BE'O, 류호석, San E                   | Нет        | н/д                              | Нет         | н/д                                                |
| 2022 | DKZ | Cupid (사랑도둑) (Acoustic ver.)                | "Chase Episode 2. Maum"                             | Нет        | н/д                                             | Нет        | н/д                              | Да          | Cray Bin, Kyoungyoon                               |
| 2022 | Он сам | Our Season (나의계절에게)                       | Non-album release                                   | Да         | н/д                                             | Да         | Cray Bin                         | Да          | Cray Bin, Zwoo, Aloha, Kim Daehyun                 |
| 2022 | DKZ | Uh-Heung (호랑이가 쫓아온다)                    | "Chase Episode 3. Beum"                             | Да         | Cray Bin                                        | Нет        | н/д                              | Нет         | н/д                                                |
| 2022 | DKZ | 2022 (Forever)                                  | "DKZ Year End Project Song 'It's All Right Part.3'" | Да         | Mingyu, Kyoungyoon, Sehyeon, Jonghyeong, Giseok | Да         | н/д                              | Нет         | н/д                                                |
| 2023 | DKZ | Harmony                                         | "Harmony"                                           | Да         | Cray Bin                                        | Нет        | н/д                              | Нет         | н/д                                                |
| 2023 | Он сам | Hello                                           | "JC Factory"                                        | Да         | Yoon Ye-ji, Lee Hye-ryeon, Yoonyoon             | Да         | Jabong, Blood Circle, Sam Carter | Нет         | н/д                                                |
| 2023 | Он сам | MAYB (어쩜) (ft. Nathania)                      | "JC Factory"                                        | Да         | CiELO                                           | Да         | CiELO                            | Нет         | н/д                                                |
| 2023 | Он сам | Time                                            | "JC Factory"                                        | Да         | н/д                                             | Да         | Blood Circle, Ha Heon-je         | Нет         | н/д                                                |
| 2023 | Он сам | Replay                                          | "JC Factory"                                        | Да         | н/д                                             | Да         | BlueRhythm, CLEF CREW            | Нет         | н/д                                                |
| 2023 | Он сам | Oh Girl                                         | "JC Factory"                                        | Да         | н/д                                             | Да         | Cray Bin                         | Нет         | н/д                                                |
| 2023 | DKZ | 2023 (Friends)                                  | "DKZ Year End Project Song 'It's All Right Part.4'" | Да         | Mingyu, Sehyeon, Jonghyeong, Giseok             | Нет        | н/д                              | Да          | Lee Dabin, Sori, Kim Minjeong, Kim Daehyun, Mingyu |

## Фильмография

### Кино
| Год  | Название                 | Роль     | Примечания     | Ист.          |
| ---- | ------------------------ | -------- | -------------- | ------------- |
| 2022 | Логическая ошибка: Фильм | Чу Сан У | Главный состав | [ 24 ] [ 25 ] |

### Телесериалы
| Год  | Название                      | Роль        | Примечания | Ист.   |
| ---- | ----------------------------- | ----------- | ---------- | ------ |
| 2024 | Наш дом                       | Чхве До Хён |            | [ 26 ] |
| 2024 | Девушка, которая любит играть | Со Дон Хи   |            | [ 27 ] |
| 2024 | Гостевой дом в Ханьяне        | Го Су Ра    |            | [ 28 ] |

### Веб-сериалы
| Год  | Название                              | Платформа        | Роль                              | Примечания                 | Ист.   |
| ---- | ------------------------------------- | ---------------- | --------------------------------- | -------------------------- | ------ |
| 2019 | Мой дневник блогера                   | Tooniverse       | Kang Heon / "Sweet Honey"         | Второстепенная роль        | [ 29 ] |
| 2020 | Мой дневник блогера 2                 | Tooniverse       | Kang Heon                         | Камео (1-й эпизод)         |        |
| 2020 | Вы доставляете время?                 | YouTube          | Kim Do Hyun                       | Главная роль (5-7 эпизоды) | [ 30 ] |
| 2020 | Неизбежная романтика                  | Naver TV, V Live | Jung Han Kyul                     | Главная роль               | [ 31 ] |
| 2020 | Класс Ютуберов                        | Naver TV, V Live | Park Bo Hyun                      | Главная роль               | [ 32 ] |
| 2021 | Любовь в лс                           | V Live           | Park Jae Chan                     | Главная роль               | [ 33 ] |
| 2021 | Класс Ютуберов 2                      | Naver TV         | Park Bo Hyun                      | Главная роль               | [ 34 ] |
| 2021 | Cotton Candy Youngest Manager's Diary | YouTube          | Himself / Manager of Cotton Candy | спин-офф Idol: The Coup    | [ 35 ] |
| 2022 | Логическая ошибка                     | WATCHA           | Чу Сан У                          | Главная роль               | [ 36 ] |

### Телешоу
| Год  | Название            | Канал  | Роль       | Примечания               | Ист.   |
| ---- | ------------------- | ------ | ---------- | ------------------------ | ------ |
| 2020 | King of Mask Singer | MBC TV | Contestant | Cheerful Manga (Ep. 281) | [ 37 ] |

### Веб-шоу
| Год       | Название                              | Платформа           | Роль    | Примечания | Ист. |
| --------- | ------------------------------------- | ------------------- | ------- | ---------- | ---- |
| 2022      | Our Season: Spring with Park Jae Chan | WATCHA & GagaOOLala | Он сам  | [ 38 ]     |      |
| 2022–2023 | It's A Dream                          | Naver NOW           | Ведущий | [ 39 ]     |      |

## Награды и номинации

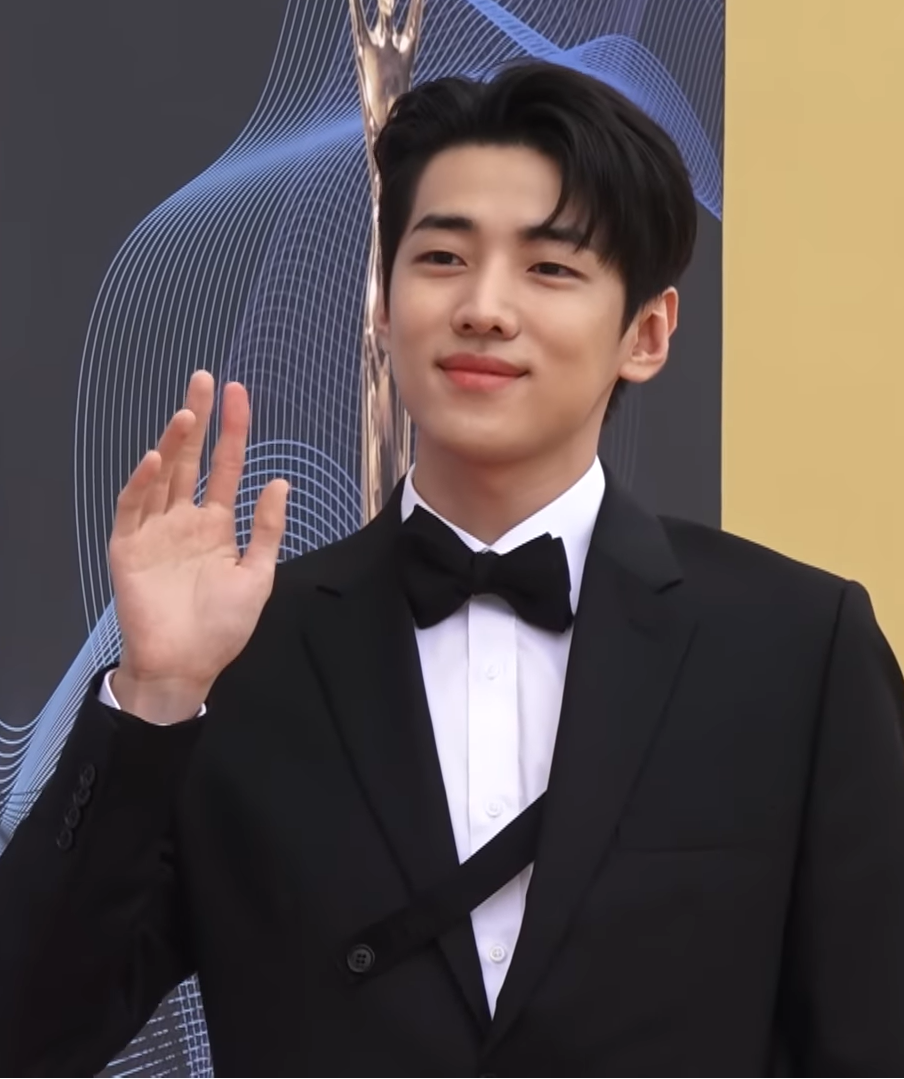
Чэчхан на церемонии вручения премии «Голубой дракон», 2022 год

| Награда                          | Год  | Категория                                | Номинант/Работа                          | Результат | Ист.          |
| -------------------------------- | ---- | ---------------------------------------- | ---------------------------------------- | --------- | ------------- |
| APAN Star Awards                 | 2022 | Награда «Популярная звезда» (актёр)      | Логическая ошибка                        | Победа    | [ 40 ]        |
| APAN Star Awards                 | 2022 | Лучшая пара                              | Пак Чэчхан и Пак Сохам Логическая ошибка | Победа    | [ 40 ]        |
| APAN Star Awards                 | 2023 | Награда «Популярная звезда» (актёр)      | Пак Чэчхан                               | Номинация | [ 41 ]        |
| APAN Star Awards                 | 2023 | Награда «Глобальная звезда»              | Пак Чэчхан                               | Номинация | [ 41 ]        |
| Asia Artist Awards               | 2022 | Idol Plus Popularity Award (актёр)       | Пак Чэчхан                               | Номинация | [ 42 ]        |
| Asia Artist Awards               | 2023 | Награда за популярность (актёр)          | Пак Чэчхан                               | Номинация | [ 43 ]        |
| Asia Artist Awards               | 2023 | Награда «Новая волна» (Телевидение/Кино) | Пак Чэчхан                               | Победа    | [ 44 ]        |
| Телепремия «Голубой дракон»      | 2022 | Лучший новый актёр                       | Пак Чэчхан и Пак Сохам Логическая ошибка | Номинация | [ 45 ] [ 46 ] |
| Телепремия «Голубой дракон»      | 2022 | Награда «Популярная звезда»              | Пак Чэчхан                               | Победа    | [ 47 ]        |
| Телепремия «Голубой дракон»      | 2023 | Награда «Популярная звезда»              | Пак Чэчхан                               | Победа    | [ 48 ]        |
| Телепремия «Голубой дракон»      | 2023 | Награда «Популярность саундтрека»        | «Our Season»                             | Победа    | [ 48 ]        |
| Brand of the Year Awards         | 2022 | Айдо-актёр года (среди мужчин)           | Пак Чэчхан                               | Победа    |               |
| Кинопремия «Большой колокол»     | 2022 | Награда «Новая волна» (актёр)            | Логическая ошибка: Фильм                 | Победа    | [ 50 ]        |
| Korea Drama Awards               | 2024 | Hot Icon Award                           | Пак Чэчхан                               | Победа    |               |
| Korea First Brand Awards         | 2023 | Live Streaming Show DJ                   | It's A Dream                             | Победа    |               |
| Korea First Brand Awards         | 2024 | Мужчина соло-певец                       | Пак Чэчхан                               | Номинация |               |
| Seoul International Drama Awards | 2022 | Выдающийся K-pop айдол                   | Логическая ошибка                        | Номинация |               |
| Seoul International Drama Awards | 2022 | Выдающийся корейский актер               | Логическая ошибка                        | Номинация |               |

### Списки
| Издатель | Год  | Список                                       | Место   | Ист.   |
| -------- | ---- | -------------------------------------------- | ------- | ------ |
| Forbes   | 2022 | Korea Power Celebrity 40 – Восходящая звезда | Включен | [ 17 ] |

## Внешние ссылки
Пак Чэчхан на сайте Instagram